# 마리주

마리주

마리주(투르크멘어: Mary welaýaty)는 투르크메니스탄 남동부에 위치한 주로 주도는 마리이며 면적은 87,150km2, 인구는 1,480,400명(2005년 기준)이다. 아프가니스탄과 국경을 접한다.